# Samuel Pérez Álvarez
Samuel Andrés Pérez Álvarez (Guatemala, 27 de agosto de 1992) es un economista y político guatemalteco que se desempeñó como presidente del Congreso de Guatemala en enero de 2024. Fue el primer Secretario General del partido político Movimiento Semilla desde 2019 hasta 2022. Fue el diputado más joven en asumir la presidencia del Congreso de Guatemala desde Manuel Galich en 1945.
Actualmente es el Secretario Nacional de Formación Política del Movimiento Semilla. En las elecciones generales de julio de 2019 fue elegido como diputado por el Distrito Central para la IX Legislatura del Congreso de la República de Guatemala.
Es el Secretario General del Comité Pro Formación de Partido Político Raíces, una iniciativa política que busca ser la refundación del Movimiento Semilla luego de su suspención y cancelación.    

## Biografía
Antes de hacer política nacional, inició como presidente de asociaciones estudiantiles en la Universidad Rafael Landívar en los años 2013, 2014 y 2015. También fue activista en el Movimiento Estudiantil Landivarianos y la Coordinadora Estudiantil Universitaria de Guatemala CEUG.
Fue designado como Presidente de la Comisión de Defensa del Consumidor y del Usuario del Congreso de la República de Guatemala para el año 2020.
El 14 de enero de 2023 fue electo como Presidente del Congreso de la República de Guatemala, permitiendo así la transición de poder en el Organismo Ejecutivo, sin embargo una resolución de la Corte de Constitucionalidad no le permitió continuar en el cargo. 
En la X Legislatura, su segundo período como diputado al Congreso de la República de Guatemala, logró impulsar la Ley de Competencia como un hito importante en la legislación guatemalteca.
El 24 de enero del 2025 logró revertir la decisión del juez Fredy Orellana y recuperó los derechos del bloque legislativo del Movimiento Semilla en el Congreso.
El 25 de mayo de 2025 lideró el inicio del proceso de inscripción de un nuevo partido político Raíces que busca refundar el Movimiento Semilla.